# Canos
Canos, antiguo Cornejón, es una localidad de la provincia de Soria, partido judicial de Soria,  Comunidad Autónoma de Castilla y León, España. Pueblo de la Comarca de Frentes que pertenece al municipio de Aldehuela de Periáñez

## Demografía
En el año 2000 contaba con 8 habitantes, concentrados en el núcleo principal pasando a 9 en 2014.

## Historia
El actual Canos no se corresponde con el que aparece históricamente con ese nombre sino que antes se denominó Cornejón. Canos y Cornejón aparecen citados conjuntamente en el censo de Alfonso X de 1270, sumando entre ambos una población de 28 vecinos, lo que hace suponer que fueran dos barrios de una aldea aldea. Aparecen también conjuntamente en la Sentencia de Concordia de 1352 y en el censo de 1528.
El censo de Pecheros de 1528, en el que no se contaban eclesiásticos, hidalgos y nobles, registraba la existencia 29 pecheros, es decir unidades familiares que pagaban impuestos.
Durante el siglo XVII o principios del XVIII, la pequeña aldea de Canos se despobló, siendo anexionada a Cornejón. A raíz de este hecho, se cambió el nombre original por el del despoblado que absorbió. Canos pasó a denominarse Canos Caído.
A la caída del Antiguo Régimen la localidad se constituye en municipio constitucional, entonces conocido como Canos en la región de Castilla la Vieja, partido de Soria que en el censo de 1842 contaba con 25 hogares y 98 vecinos.
A mediados del siglo XIX desaparece el municipio porque se integra en Aldehuela de Periáñez.

## Lugares de interés
- Iglesia de la Visitación de Nuestra Señora, de estilo gótico con reformas posteriores y retablo del siglo XVII.
- Despoblado de Canos Caído, situado a 0,5 km.
- Ruinas de la iglesia de Canos Caídos, románica con ábside semicircular. Los capiteles del arco triunfal se custodian en el Hotel Leonor de Soria.